# Alpina argentacea
Alpina argentacea là một loài bướm đêm trong họ Geometridae.